# Ховельянос, Сальвадор
Сальвадор Сильвестре дель Росарио Ховельянос Гуанес (исп. Salvador Silvestre del Rosario Jovellanos Guanes, 31 декабря 1833 — 11 февраля 1881) — парагвайский политик и государственный деятель, президент Парагвая. Один из основателей партии Колорадо.

## Биография
Родился в 1833 году в Асунсьоне. Ещё когда он был ребёнком, семья эмигрировала в Аргентину, и поэтому он вырос в Буэнос-Айресе. Там он стал членом образованной эмигрантами Парагвайской ассоциации, а во время Парагвайской войны участвовал в формировании из парагвайских эмигрантов Парагвайского легиона, воевавшего на стороне Тройственного альянса против Парагвая.
После того, как в 1869 году столица Парагвая была занята бразильскими войсками, Ховельянос вместе с рядом других видных эмигрантов вернулся в страну и принял участие в формировании новых органов власти, лояльных к победителям. Вошёл в состав Национальной Ассамблеи, участвовал в разработке Конституции, во время президентства Сирило Риваролы занимал должности военного министра, министра флота, министра внутренних дел. 7 января 1871 года, после смерти вице-президента Кайо Мильтоса, был избран новым вице-президентом страны.

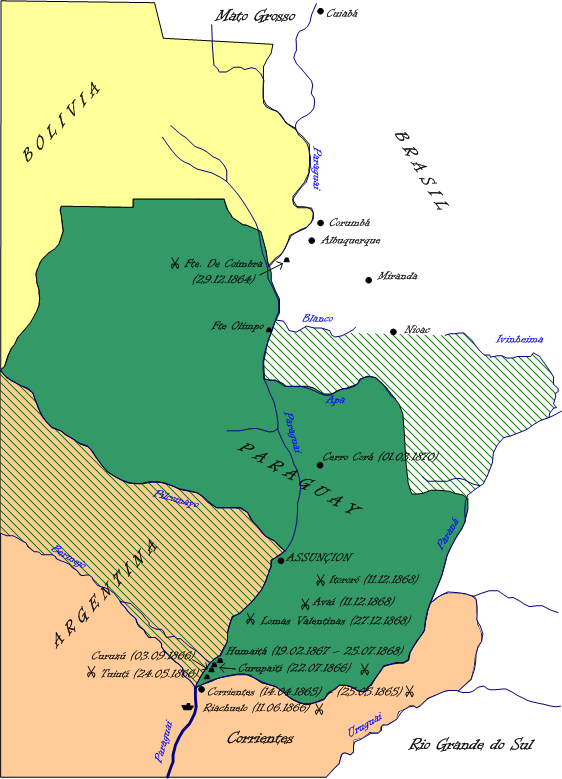
Изменение границ Парагвая после Парагвайской войны

После того, как президент Риварола подал в отставку, Ховельянос, будучи вице-президентом, занял 18 декабря 1871 года пост президента страны. Ему пришлось улаживать сложную внутри политическую ситуацию, а также вести долгие переговоры со странами, победившими Парагвай во время войны. При нём были подписаны договоре о мире и границах с Бразилией и Уругваем.
По окончании президентского срока уехал в Аргентину. Умер в Буэнос-Айресе.